# Teodor Axente
Teodor Axente (n. 15 mai 1951) a fost un deputat român în legislatura 1990-1992, ales în județul Suceava pe listele partidului FSN. Pe data de 1 aprilie 2009 Teodor Axente a fost eliberat din funcția de judecător cu grad de tribunal la Judecătoria Fălticeni. 
La data de 17 iunie 1991, Teodor Axente a fost validat ca deputat și l-a înlocuit pe deputatul Daniel Catargiu, care a demisionat.